# Guillermo Alcázar Ocaña
Guillermo Alcázar Ocaña (Pozuelo de Calatrava, 1 d'abril de 1966) és un exfutbolista i entrenador castellanomanxec. Com a futbolista, ocupava la posició de davanter.

## Trajectòria
Comença a destacar al filial del Reial Madrid, amb qui juga a Segona Divisió. A la 87/88, aconsegueix 8 gols en 37 partits. Sense continuïtat en l'equip del Santiago Bernabéu, a l'estiu de 1988 fitxa pel RCD Mallorca.
El Mallorca estava a Segona Divisió, i assoleix l'ascens a la màxima categoria eixa mateixa temporada, en la qual el davanter va ser titular. A primera divisió, el manxec no va aconseguir la titularitat, però va disputar 49 partits i 8 va marcar 8 gols entre 1989 i 1991.
L'estiu de 1991 marxa al CE Castelló, acabat de baixar de categoria. Va marcar 13 gols amb els de La Plana, però l'any següent va passar a suplent. També va disputar la categoria d'argent amb el Palamós CF (93/94) i amb el CD Badajoz (95/96). Enimg va disputar la Segona B amb l'Elx CF.
La temporada 96/97 recala a l'Atlético Marbella.

### Com a entrenador
El 2000 es fa càrrec del CD Manchego, club refundat d'un anterior de Ciudad Real en el qual el mateix davanter hi va jugar. Hi roman fins a la sisena jornada de la temporada 04/05. En eixe període, va porter el Manchego de la Segona Autonòmica fins a la Tercera Divisió.
També ha dirigit a altres clubs manxecs com el Piedrabuena i el Daimiel CF